# Слизька послідовність

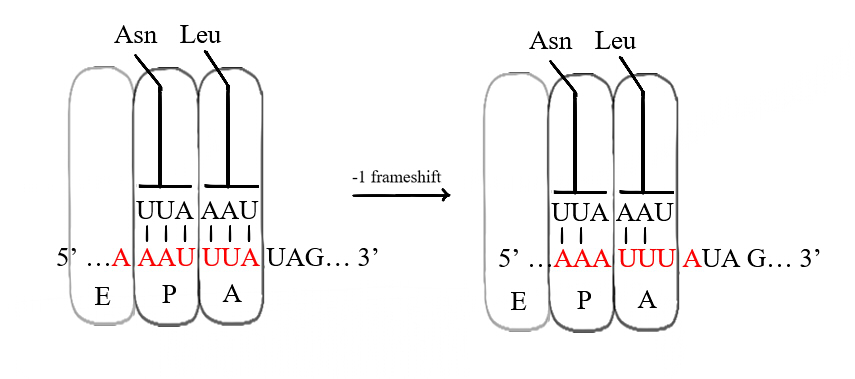
Тандемне ковзання 2 тРНК на слизькій послідовності вірусу саркоми Рауса. Після зсуву рамки зчитування, нове спаровування основ є правильним для першого та другого нуклеотидів, але неправильним в зміщеному (воблівському) положені. E-, P- і A-сайт рибосоми показані. Розташування наростального поліпептидного ланцюга не вказано на зображенні, тому що поки немає єдиної думки щодо того, чи −1 ковзання відбувається до чи після того, як поліпептид переноситься з тРНК Р-сайту до тРНК A-сайту (в цьому випадку з аспарагіл-тРНК до лейцил-тРНК)..

Слизька́ послідо́вність (англ. slippery sequence) — це невелика частина кодонної нуклеотидної послідовності (зазвичай УУУАААС), яка контролює швидкість і шанс рибосомального зсуву рамки зчитування. Слизька послідовність спричиняє швидше рибосомальне пересування, що, у свою чергу, може спричинити «ковзання» зчитування рибосоми. Це дозволяє тРНК зсуватися на 1 основу (-1) після того, як вона спарується зі своїм антикодоном, змінюючи рамку зчитування. −1 зсув рамки зчитування, запущений такою послідовністю, є запрограмованим рибосомальним зсувом рамки зчитування. За ним йде спейсерна область та вторинна структура РНК. Такі послідовності поширені у вірусних поліпротеїнах.
Зсув рамки зчитування відбувається через зміщене (воблівське) спаровування основ. Знижена вільна енергія Гіббза вторинних структур вказує на те, як часто відбувається зсув рамки зчитування. Напруження на молекулі мРНК також відіграє певну роль. Список слизьких послідовностей, виявлених у вірусів тварин, наведено у публікації Хуан та ін. 
Слизькі послідовності, які спричиняють 2-основне «ковзання» (−2 зсув рамки зчитування), були побудовані з УУУУУУА-послідовності ВІЛ.